# 佐竹義理
佐竹 義理（さたけ よしただ/よしさと）は、出羽国岩崎藩の第9代（最後）の藩主。佐竹壱岐守家9代当主。

## 略歴
陸奥国相馬中村藩主・相馬充胤の三男に生まれる。
慶応2年（1866年）2月1日、岩崎藩（秋田新田藩）主・佐竹義諶との養子縁組の話が持ち込まれる。同年2月5日、中村を出発、同年2月13日、江戸の中村藩邸に到着。同年3月2日、義諶の養子となる。義理は義諶の甥に当たる。同年3月28日、江戸の秋田新田藩邸に移る。戊辰戦争では義諶と行動を共にした。そのため、戦後に恩賞として2000両を与えられた。明治2年（1869年）5月25日、義諶の隠居により家督を継ぐ。同年6月に版籍奉還で知藩事となり、居館を岩崎村（湯沢市）に移して藩を岩崎藩と改めた。明治4年（1871年）、廃藩置県で免官された。
明治9年（1876年）9月、司法省から法学生徒を命じられた。明治10年（1877年）1月、病気を理由に法学生徒を辞退する。明治17年（1884年）7月、子爵を授けられた。同年7月、学習院別則研修科を卒業。1890年（明治23年）7月10日、貴族院議員に就任し、1897年（明治30年）7月9日まで1期在任した。また。国光生命保険会社社長となり、実業家として活躍した。大正3年（1914年）4月26日、57歳で死去。墓所は東京都板橋区小豆沢3丁目の総泉寺にある。

## 栄典
- 1914年（大正3年）4月25日 - 従二位[2]

## 系譜
父母
- 相馬充胤（実父）
- 大貫氏 - 側室（実母）
- 佐竹義諶（養父）

妻
- 佐竹鐶子 - 侯爵佐竹義堯の娘

子女
- 佐竹義立[注釈 1]
- 佐竹義種[注釈 2]
- 総子（ふさこ、次女） - 子爵松平乗統夫人[3]
- 秀子 - 子爵奥田直恭夫人[3]
- 芳子 - 子爵松平乗統夫人[3]

養女
- 安屋 - 子爵松平直静夫人（継妻）、松平直春の娘